# Museo Etnográfico de Tetuán
El Museo Etnográfico de Tetuán o Museo Bab El Oqla es un museo etnográfico situado al este de la antigua medina de Tetuán. Debe su nombre a una de las siete puertas históricas de la ciudad.

## Fundación e historia
Fundado en 1928, este museo fue conocido inicialmente como la «casa musulmana» o «museo de artes indígenas» y tenía su sede en la casa Bennouna, en el corazón de la medina. Posteriormente fue trasladado a uno de los baluartes del recinto amurallado de Tetuán, en la Bab el Oqla, e inaugurado el 29 de julio de 1948. Se trata de una fortaleza histórica construida por orden del sultán alauita Moulay Abd ar-Rahmán alrededor de 1830.
En enero de 2022, la Fondation nationale des musées reabrió el museo después de meses de renovación y mantenimiento.

## Contenido del museo
El museo se divide en 3 secciones; la primera trata de la presentación geográfica e histórica de Tetuán desde su reconstrucción en el siglo XV hasta la presencia española, luego la época contemporánea (siglos  xix y xx). También abarca su época dorada y de prosperidad durante los siglos xvi y principios del xvii, así como su declive en el siglo xviii.
La segunda sección es una inmersión en la organización urbana de la medina y sus diversos elementos arquitectónicos. También presenta el 'Squndo', un sistema de distribución de agua del siglo XV que recorre la medina, así como diversos componentes arquitectónicos, como madera tallada y pintada, zellij, lápidas y puertas.
La tercera sección está dedicada al arte y los oficios de la medina de Tetuán. Un manuscrito hebreo, cedido por el Museo Judío de Casablanca, marca el recorrido de esta sección.

## Galería

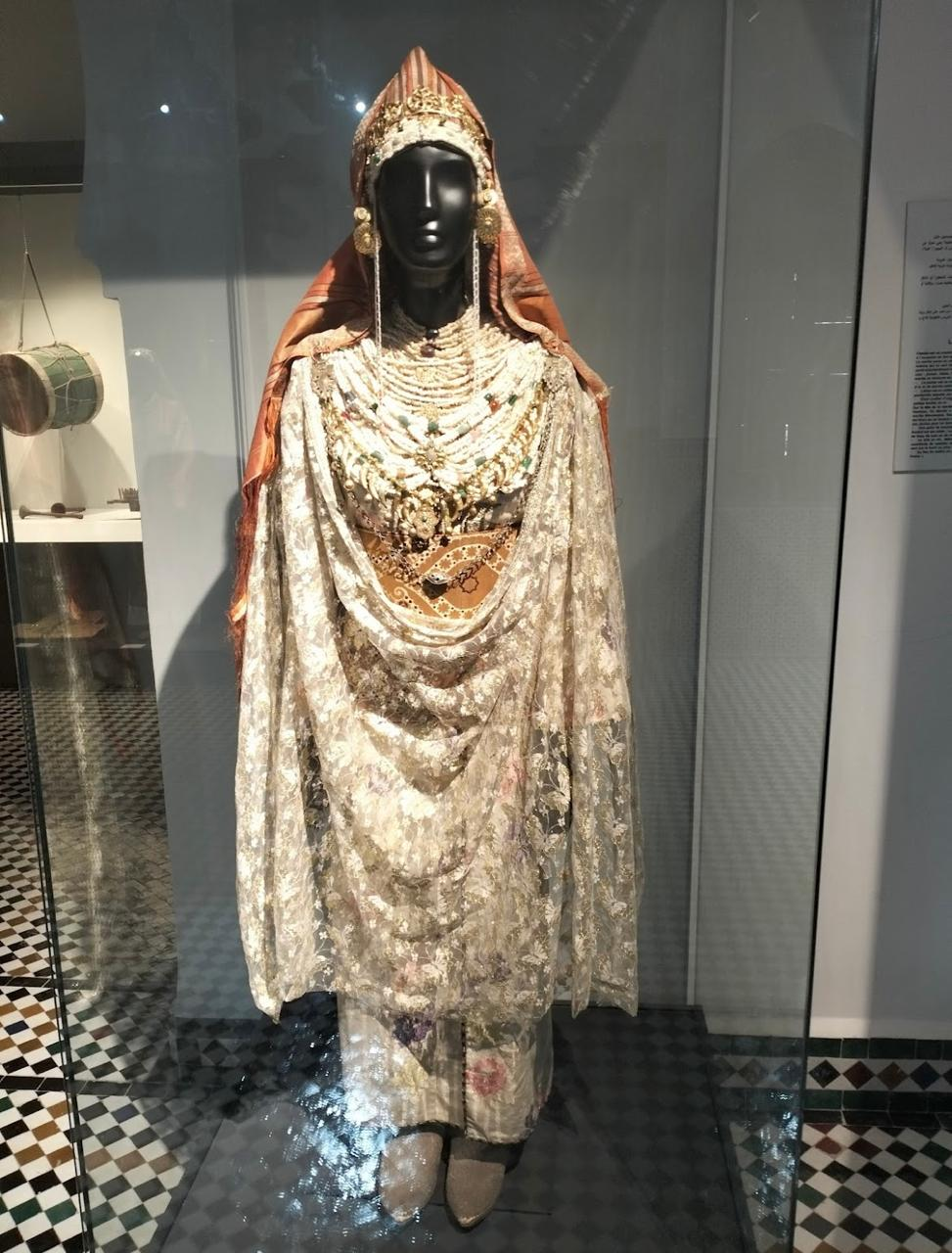
La Chedda de Tetuán, traje tradicional marroquí compuesto por joyas y un caftán conocido localmente como «El Bahja», expuesto en el museo.
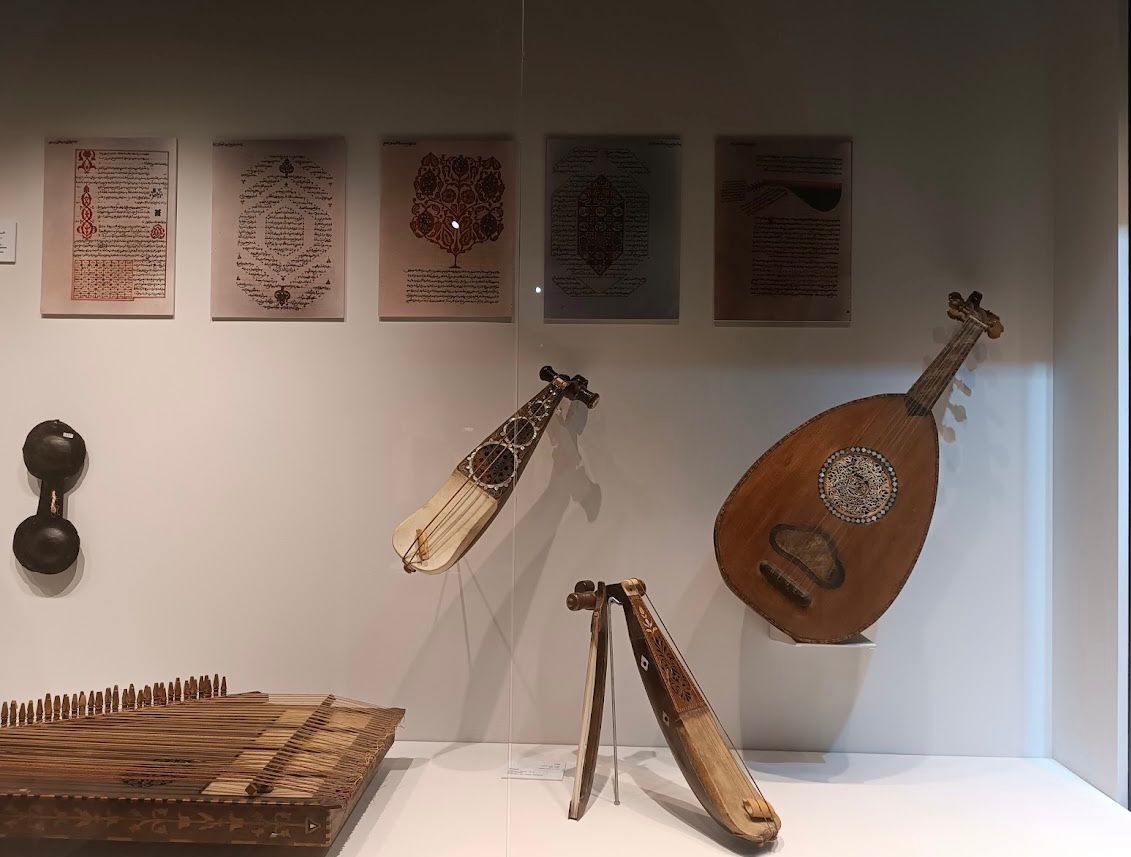
Antiguos instrumentos musicales del siglo xix utilizados en los festivales musicales de Tetuán.
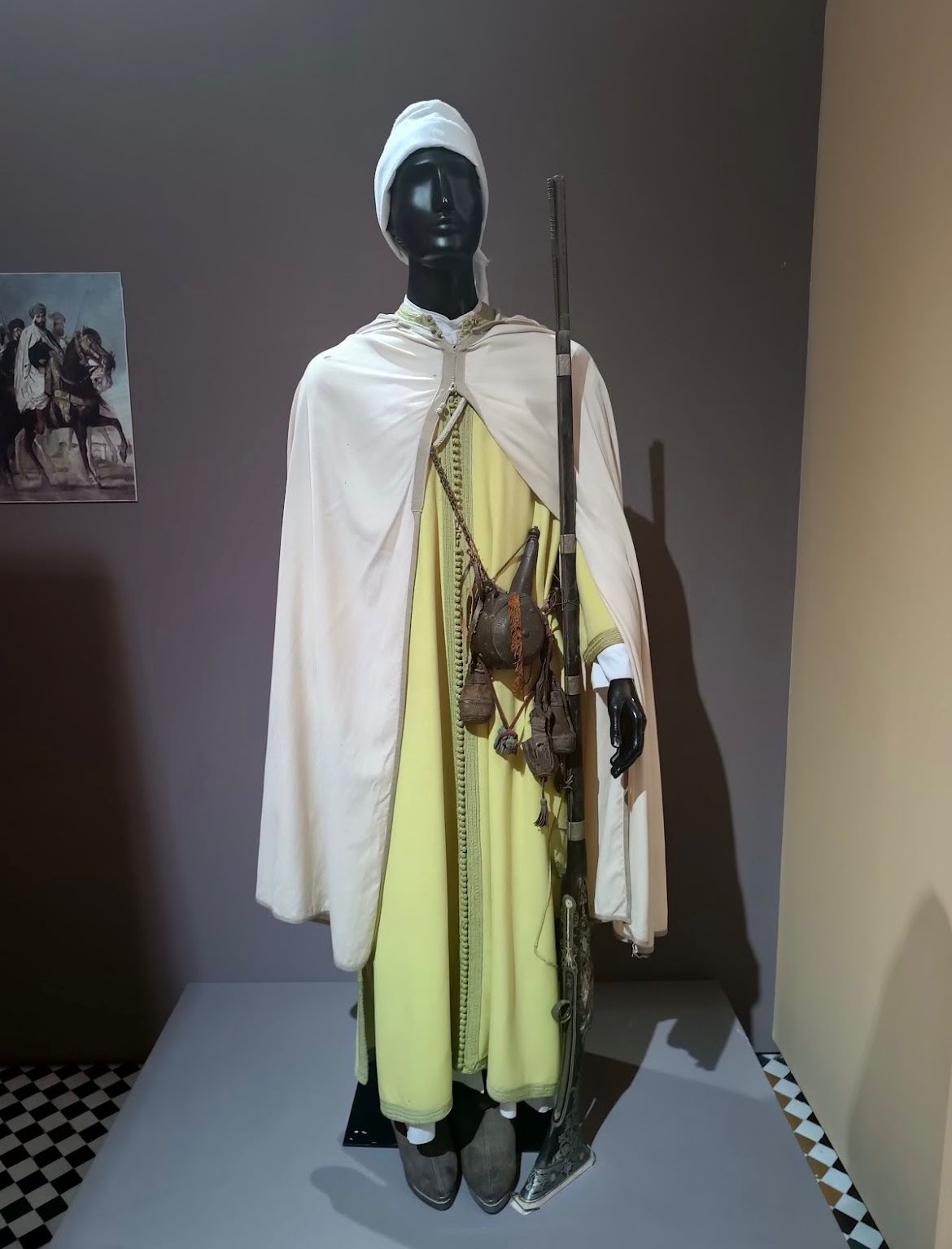
Chilaba marroquí con selham mekhzani del siglo xix.
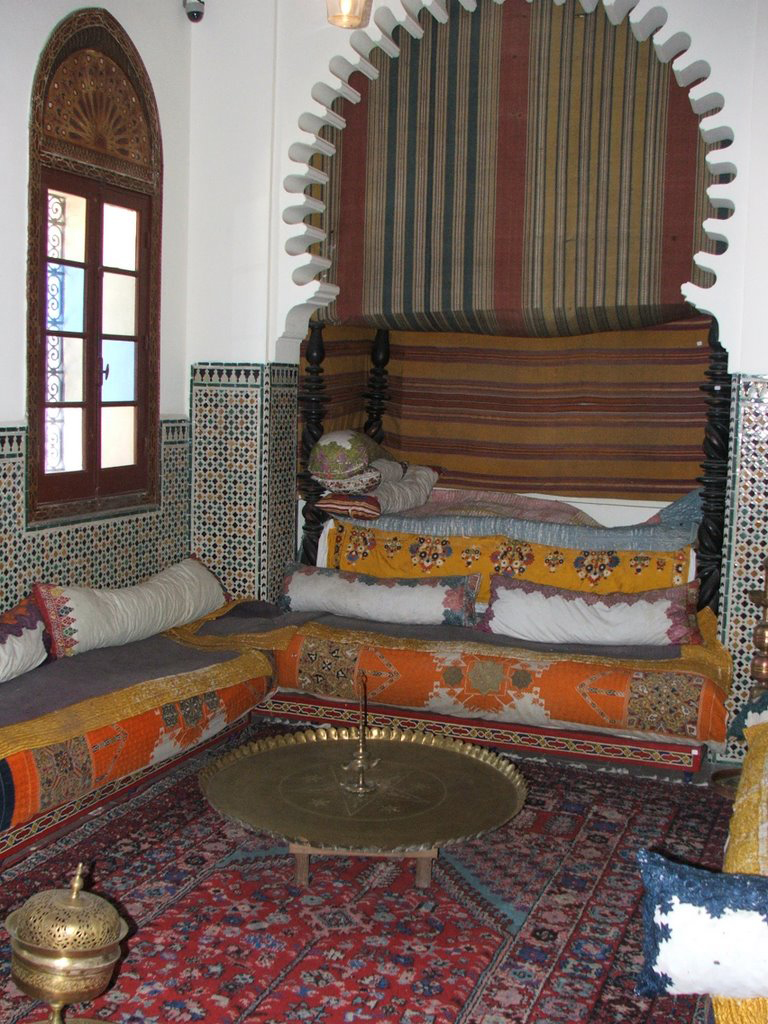
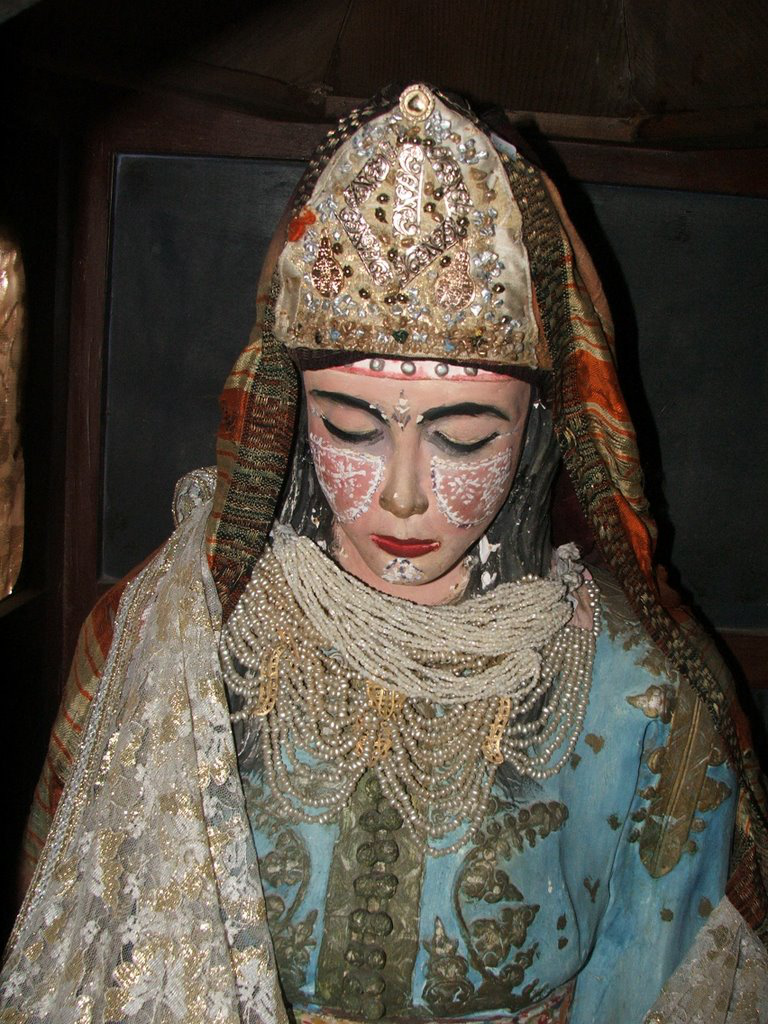